# Туманов, Константин Павлович
Константин Павлович Туманов (6 марта 1911 — 1993) — советский спортсмен (фехтование, рукопашный бой, хоккей с шайбой). Судья всесоюзной категории по фехтованию (1957). Представлял Советскую Армию, подполковник.

## Биография
Занимался фехтованием. Чемпион СССР по спортивному рукопашному бою.
Играл за ленинградский ДО в первом чемпионате СССР по хоккею с шайбой 1946/47.
Участник Великой Отечественной войны. В 1941-1942 гг. служил стрелком на военном факультет им. В.И. Ленина Института физической культуры им. И.В. Сталина.
Был в составе сборной СССР по фехтованию на Олимпийских играх 1952 года, но в соревнованиях участия не принимал.

## Награды
- Медаль «За оборону Москвы» (12.07.1944)
- Медаль «За победу над Германией в Великой Отечественной войне 1941—1945 гг.» (11.08.1945)
- Медаль «За боевые заслуги» (19.11.1951)
- Орден Красной Звезды (30.12.1956)
- Орден Отечественной войны II степени (06.04.1985)[6].